# Cachapoal (tỉnh)
Tỉnh Cachapoal (tiếng Tây Ban Nha: Provincia de Cachapoal) là một tỉnh của Chile. Tỉnh có diện tích 7384.2 km2, dân số theo điều tra năm 2002 là 542901 người. Tỉnh lỵ đóng ở Rancagua. Tỉnh có 17 khu tự quản.